# 클로뎃 콜빈
클로뎃 콜빈(영어: Claudette Colvin, 1939년 9월 5일 ~ )은 1950년대 민권 운동의 미국인 개척자이자 은퇴한 간호조무사이다. 1955년 3월 2일, 그녀는 붐비고 분리된 버스에서 백인 여성에게 자리를 양보하는 것을 거부하여 앨라배마주 몽고메리에서 15세의 나이에 체포되었다. 이것은 전국 유색인종 발전 협회(NAACP)의 지역 지부의 비서인 로자 파크스가 1955년 몽고메리 버스 보이콧의 불씨를 지피는 것을 도왔던 더 널리 알려진 사건보다 9개월 전에 일어났다.
콜빈은 시민권 변호사 프레드 그레이가 1956년 2월 1일 브라우더 대 게일로 도시에서의 버스 분리에 이의를 제기하기 위해 제기한 첫 번째 연방 법원 소송의 원고 4명 중 한 명이었다. 미국 지방 법원에서 그녀는 그 사건을 심리한 3명의 판사 패널 앞에서 증언했다. 1956년 6월 13일, 판사들은 앨라배마에서 버스 분리를 요구하는 주와 지방 법률이 위헌이라고 결정했다. 그 사건은 주에 의한 항소로 미국 대법원에 갔고, 1956년 11월 13일 지방 법원의 판결을 지지했다. 한 달 후, 대법원은 몽고메리와 앨라배마 주에 버스 분리를 끝내라는 명령을 긍정했다. 그리고 나서 몇 달 후에 몽고메리 버스 불매 운동은 취소되었다. 결국, 대법원은 부분적으로 브라우더 대 게일 덕분에 대중 교통에 대한 분리를 위헌이라고 선언했다.
수 년 동안, 몽고메리의 흑인 운동가들은 콜빈의 선구적인 노력을 알리지 않았다. 콜빈은 "젊은 사람들은 로자 파크스가 버스에 앉아 분리를 끝냈다고 생각하지만, 전혀 그렇지 않았다"고 말했다. 콜빈이 절차가 진행되는 동안 미혼이고 임신했기 때문에, 콜빈의 사건은 시민권 운동가들에 의해 기각되었다. 콜빈이 그녀의 상황 때문에 그 당시 시민권 운동가들로부터 인정을 받지 못했다는 것은 현재 널리 받아들여지고 있다. 로자 파크스는 "백인 언론이 그 정보를 입수했다면, 그들은 현장에서 놀 기회가 있었을 것입니다. 그들은 그녀를 나쁜 소녀라고 불렀고, 그녀의 사건은 기회가 없었을 것입니다"라고 말했다.
그녀의 체포 및 비행 판결 기록은 66년 이상 전에 기소된 군에 대한 지방 검사의 지원으로 2021년 지방 법원에 의해 소멸되었다.

## 같이 보기
- 몽고메리 버스 보이콧